# 32-га паралель південної широти
32-га паралель південної широти — лінія широти, що лежить на 32 градуси південніше земної екваторіальної площини. Вона проходить через Атлантичний океан, Африку, Індійський океан, Австралазію, Тихий океан та Південну Америку.
На цій широті під час літнього сонцестояння сонце видно 14 годин 19 хвилин, а під час зимового сонцестояння — 9 годин 58 хвилини.

## Список географічних об'єктів, що перетинає 32° пд. ш.
Починаючи з Гринвіцького меридіану та рухаючись на схід, 33-тя паралель південної широти проходить через:
| Координати                                                   | Країна, територія або море  | Примітки                                                                                            |
| ------------------------------------------------------------ | --------------------------- | --------------------------------------------------------------------------------------------------- |
| 32°0′ пд. ш. 0°0′ сх. д. / 32.000° пд. ш. 0.000° сх. д.      | Атлантичний океан           | |
| 32°0′ пд. ш. 18°17′ сх. д. / 32.000° пд. ш. 18.283° сх. д.   | ПАР                         | Західнокапська провінція Північнокапська провінція Західнокапська провінція Східнокапська провінція |
| 32°0′ пд. ш. 29°8′ сх. д. / 32.000° пд. ш. 29.133° сх. д.    | Індійський океан            | |
| 32°0′ пд. ш. 115°29′ сх. д. / 32.000° пд. ш. 115.483° сх. д. | Австралія                   | Західна Австралія — проходить через острів Роттнест[en]                                             |
| 32°0′ пд. ш. 115°33′ сх. д. / 32.000° пд. ш. 115.550° сх. д. | Індійський океан            | |
| 32°0′ пд. ш. 115°45′ сх. д. / 32.000° пд. ш. 115.750° сх. д. | Австралія                   | Західна Австралія — проходить через Перт                                                            |
| 32°0′ пд. ш. 128°15′ сх. д. / 32.000° пд. ш. 128.250° сх. д. | Велика Австралійська затока | |
| 32°0′ пд. ш. 132°9′ сх. д. / 32.000° пд. ш. 132.150° сх. д.  | Австралія                   | Південна Австралія                                                                                  |
| 32°0′ пд. ш. 132°26′ сх. д. / 32.000° пд. ш. 132.433° сх. д. | Велика Австралійська затока | |
| 32°0′ пд. ш. 132°51′ сх. д. / 32.000° пд. ш. 132.850° сх. д. | Австралія                   | Південна Австралія Новий Південний Уельс                                                            |
| 32°0′ пд. ш. 152°34′ сх. д. / 32.000° пд. ш. 152.567° сх. д. | Тихий океан                 | Проходить південніше острова Болс-Пірамід, Австралія                                                |
| 32°0′ пд. ш. 71°31′ зх. д. / 32.000° пд. ш. 71.517° зх. д.   | Чилі                        | Кокімбо                                                                                             |
| 32°0′ пд. ш. 70°14′ зх. д. / 32.000° пд. ш. 70.233° зх. д.   | Аргентина                   | Проходить південніше Росаріо                                                                        |
| 32°0′ пд. ш. 58°9′ зх. д. / 32.000° пд. ш. 58.150° зх. д.    | Уругвай                     | |
| 32°0′ пд. ш. 53°51′ зх. д. / 32.000° пд. ш. 53.850° зх. д.   | Бразилія                    | Ріу-Гранді-ду-Сул                                                                                   |
| 32°0′ пд. ш. 51°56′ зх. д. / 32.000° пд. ш. 51.933° зх. д.   | Атлантичний океан           | |